# 케일럽 랜드리 존스
케일럽 랜드리 존스(Caleb Landry Jones, 1989년 12월 7일 ~ )는 미국의 배우, 음악가이다. 2021년 영화 《니트람》을 통해 칸 영화제 남우주연상을 수상했다.

## 출연 작품

### 영화
- 노인을 위한 나라는 없다 (2007)
- 라스트 엑소시즘 (2010)
- 소셜 네트워크 (2010)
- 엑스맨: 퍼스트 클래스 (2011)
- 콘트라밴드 (2012)
- 항생제 (2012, Antiviral)
- 비잔티움 (2012)
- 탐엣더팜 (2013)
- 갓즈 포켓 (2014)
- 스톤월 (2015)
- 겟 아웃 (2017) - 제레미 아미타지 역
- 플로리다 프로젝트 (2017) - 잭 역
- 아메리칸 메이드 (2017) - JB 역
- 쓰리 빌보드 (2017) - 레드 웰비 역
- To the Night (2018)
- 타이렐 (2018, Tyrel)
- 에이지 아웃 (2018, Age Out)
- 웰컴 더 스트레인저 (2018, Welcome the Stranger) - 에단 역
- 타인의 친절 (2019)
- 더 데드 돈 다이 (2019)
- 아웃포스트 (2020) - 타이 카터 역
- 니트람 (2021)
- 핀치 (2021) - 로봇 제프 역 (목소리 출연)
- 도그맨 (2023) - 더글러스 역
- 하베스트 (2024) - 월터 서스크 역
- 드라큘라: 어 러브 테일 (2025) - 드라큘라 역

### 텔레비전
- 프라이데이 나이트 라이츠 (2008-10)
- 브레이킹 배드 (2009-10)
- 빅토리어스 (2010)
- 트윈 픽스 시즌 3 (2017)